# Prêmio Arthur Friedenreich de 2013
O Prêmio Arthur Friedenreich de 2013 foi a 6ª edição do prêmio, criado pela Rede Globo, destinado ao maior artilheiro da temporada no futebol brasileiro.

## Classificação
Atualizado em 22 de dezembro de 2013.
| #   | Jogador          | Clube(s)                              | Gols |
| --- | ---------------- | ------------------------------------- | ---- |
| 1º  | Hernane          | Flamengo                              | 36   |
| 2º  | Bruno Rangel     | Chapecoense                           | 34   |
| 2º  | Magno Alves      | Ceará                                 | 34   |
| 4º  | Marcos Aurélio   | Sport                                 | 32   |
| 5º  | Rodrigo Silva    | ABC                                   | 30   |
| 6º  | Walter           | Goiás                                 | 29   |
| 6º  | William          | Ponte Preta                           | 29   |
| 8º  | Alex             | Coritiba                              | 27   |
| 8º  | Rafael Costa     | Metropolitano/Figueirense             | 27   |
| 10º | Assisinho        | Fortaleza                             | 25   |
| 10º | Careca           | CENE / Paysandu                       | 25   |
| 10º | Éderson          | Atlético Paranaense                   | 25   |
| 13º | Cícero           | Santos                                | 24   |
| 13º | Dinei            | Vitória                               | 24   |
| 13º | Lins             | Criciúma                              | 24   |
| 16º | Aloísio          | São Paulo                             | 21   |
| 16º | Chapinha         | Icasa                                 | 21   |
| 16º | Giancarlo        | Ferroviário Vitória Treze             | 21   |
| 16º | Lincom           | Bragantino                            | 21   |
| 16º | Luís Fabiano     | São Paulo                             | 21   |
| 16º | Marcelo Costa    | Joinville                             | 21   |
| 22º | Aleilson         | Paragominas/Paysandu                  | 20   |
| 22º | D'Alessandro     | Internacional                         | 20   |
| 22º | Leandro Kivel    | River Plate-SE/Sergipe Sampaio Corrêa | 20   |
| 25º | Borges           | Cruzeiro                              | 19   |
| 25º | Jô               | Atlético Mineiro                      | 19   |
| 25º | Juninho Potiguar | Icasa                                 | 19   |
| 25º | Leandro          | Palmeiras                             | 19   |
| 25º | Léo Gamalho      | ASA / Ceará                           | 19   |
| 25º | Lulinha          | Ceará                                 | 19   |
| 25º | Rafael Marques   | Botafogo                              | 19   |
| 25º | Ricardo Jesus    | Atlético Goianiense                   | 19   |